# تنگ سرحه
تنگ سرحه، روستایی در دهستان تنگ سرحه بخش پیپ شهرستان لاشار در استان سیستان و بلوچستان ایران است. این روستا، مرکز دهستان تنگ سرحه است.

## ویژگی‌ها
روستایی نمونه گردشگری داری طبیعت بکر و زیبا، با رودخانه دائمی سرسبز که سرسبزی درختان بید و نخلهای استوار در کنار آن باغات، به آن زیبایی خاصی بخشیده است، وجود کوهستان بکر وصعب العبور درشرق تنگ سرحه همراه با چشمه و استخرهای طبیعی وآبشارهای زیبا یکی دیگر از زیبایی طبیعی روستای تنگ سرحه است. قرار گرفتن در دو محور مهم چابهار، میلک و چابهار، فنوج، بندرعباس بیانگر موقعیت مهم و استراتژیک این روستا است. روستای تنگ سرحه که در کنار رودخانه تنگ سرحه شکل گرفته، داری چندین محله است که سر شاخه‌های اصلی رودخانه بین‌شان فاصله انداختند. علاوه بر محله اصلی که به بازارهم شهرت داره، محلاتی دیگری چون نوک آباد، نور آباد، احمدآباد، جمعه بازار، سیاهنگری و سرحکان از مهم‌ترین محلات روستای تنگ سرحه می‌باشند هم چنین روستای تنگ سرحه به عنوان روستای ملی حصیر بافی ثبت شده است.

## جمعیت
بر پایه سرشماری عمومی نفوس و مسکن در سال ۱۳۹۵، جمعیت این روستا برابر با ۱٬۷۸۹ نفر (۴۶۵ خانوار) بوده است.

## مردم‌شناسی و اقوام
مردم این روستا و بسیاری از روستاهای مجاور بنام طایفه سرحه ای و بلوچ سرحه ای شهرت دارند و همگی نوادگان میرجلال خان از تیره میرلاشار و سردار علی از تیره حالع بن سیف الدین هستند.
سردار علی و میرجلال خان از فرزندان میرهارون می‌باشند. و در بسیاری از کتب‌های نسب‌شناسی سردار علی را هم فرزند میرجلال خان ثبت کردند.
شهرت این تیره بخاطر وجود اسطوره‌های نامی مثل میرچاکر و میرگوهرام هستش و لاشار و رند فرزندان میرجلال خان و همچنین سردارانی مثل سردار علی و میر حالع بن سیف الدین که جد اکثریت بلوچهای منطقه به اینان بازمی‌گردد.
مردم تنگ سرحه بعد از مرگ میرگوهرام به صورت عشایری و دامداری زندگی می‌کنند و این فرزندان حالع بن سیف الدین با میرگوهرام نسل اندر نسل با همدیگر وصلت می‌کنند تا امروز بجز تعداد محدودی خارج از طایفه، همگی با قوم وخوش نزدیک وصلت کردند..
طایفه سرحه ای دارای چندین تیره می‌باشد که نسب شان به میرگوهرام و میر حالع بن سیف الدین بر می گرد.
تیرهای سرحه قطعاً یا از پدر یا از مادر نسب شان به میرجلال خان یا سردار علی که هر دو از فرزندان میرهارون می‌باشند می رسد.
به‌طور کلی تیره‌های مرادبر، شهمیری بینگه زهی، جهانگیری، حسن زهی نسب شان پدری شان به میرجلال خان می‌رسد و تیرهای هاجی زهی، کری بر، رحیمی، جاوشیری، سردار زهی، کهرکی، نسب شان به سردار علی می‌رسد اما بخاطر وصلتها موجود همگی با همدیگر نسبت فامیلی نزدیک دارند و سردار علی و میرجلال خان جد تمامی مردم تنگ سرحه و طایفه سرحه ای می‌باشد.

## مردم‌شناسی
مردم تنگ سرحه از نوادگان میر جلال خان حاکم مکران بعد از دوره ساسانی از تیره میرگوهرام و سردار علی هستند، طایفه سرحه ای در هشت روستای در شهرستان فنوج و شهرستان نیکشهر در سه بخش مرکزی و بنت و فنوج زندگی می‌کنند، به‌طور کلی در روستای تنگه سرحه و سرحکان و آپدمیت در بخش لاشار و در روستایهای کلدر و بلفتان و کشکان و جان آباد و بهشت آباد شهرستان فنوج و در روستای کلچات بخش بنت و روستاهای پینسان و زیارتجاه و زمین بند و تعدادی هم در کوچینک و آبگاه و جکان و گزمیر بخش مرکزی شهرستان نیکشهر زندگی می‌کنند
طایفه سرحه ای را بیشتر با فامیلی مرادزهی می‌شناسند که این بخاطر اسم پدر کدخدا طایفه بوده و بیشترین افراد بعد از مرادزهی فامیلی بلوچی را نیز دارند، فامیلی دیگری چون هوتی، بیجارزهی، بلوچ لاشار، پی طاپی، سابکزهی، رییسی و کهرکی نیز در طایفه پیدا می‌شود.
این طایفه با طوایف میرلاشاری، باشنده، حسن زهی و بیجارزهی لاشار، جاوشیری، و آزباغی نسبت فامیلی دارد، و جدشان به میرلاشار و میرگوهرام وسردارعلی ومیرجلال حان که همگی از نوادگان میرهارون هستند می‌رسد.